# Shock!
Singles de Cute
Everyday Zekkōchō!!
(2009) Campus Life ~Umarete Kite Yokatta~
(2010)
SHOCK! est le 11e single « major » et 16e single au total du groupe de J-pop Cute, sorti le 6 janvier 2010 au Japon sur le label zetima, écrit et produit par Tsunku. Il atteint la 5e place du classement Oricon. Sortent aussi une édition limitée du single avec un DVD bonus, et une version « Single V » (vidéo). Une édition spéciale « event V » sera vendue lors de prestations du groupe.
C'est le premier single de la formation à cinq membres, sans Erika Umeda qui a quitté le groupe en octobre 2009. La chanson-titre figure sur le cinquième album de Cute, Shocking 5. Pour la première fois sur un single du groupe, elle est entièrement interprétée par une seule membre au chant principal, Airi Suzuki.

## Membres
- Maimi Yajima
- Saki Nakajima
- Airi Suzuki
- Chisato Okai
- Mai Hagiwara

## Titres
Single CD
1. SHOCK!
2. Ikiyōze! (生きようぜ!?)
3. SHOCK! (instrumental)

Single V
1. SHOCK!
2. SHOCK! (Close-up Ver.)
3. Making of (メイキング映像?)

DVD de l'édition limitée
1. SHOCK! (Dance Shot Ver.)

DVD de l'édition « event V »
1. SHOCK! (Yajima Maimi Solo Ver.)
2. SHOCK! (Nakajima Saki Solo Ver.)
3. SHOCK! (Suzuki Airi Solo Ver.)
4. SHOCK! (Okai Chisato Solo Ver.)
5. SHOCK! (Hagiwara Mai Solo Ver.)